# Kursowy karabin maszynowy
Kursowy karabin czołgu – czołgowy karabin maszynowy.
Karabin na stałe zamontowany jest w przedniej części kadłuba czołgu o kalibrze 7,5 albo 7,62 mm. Przeznaczony jest do ostrzeliwania celów żywych, naziemnych środków ogniowych oraz transporterów opancerzonych piechoty. Lufa karabinu przechodzi przez otwór znajdujący się w przedniej płycie kadłuba czołgu. Nie posiada sprzężenia z armatą czołgową, a na cel naprowadzany jest przez mechanika, który skręca czołg całym kadłubem. Nie posiada przyrządów celowniczych, a zasilany jest w amunicję z taśmy, natomiast łuski podczas strzelania chwytane są do pojemnika. Ze względu na małą skuteczność rażenia miały zastosowanie w starszych typach czołgów, natomiast we współczesnych zostały zastąpione karabinami maszynowymi, które sprzężono z armatą czołgową.